# Джак Ланс
Рон Пуйн (на нидерландски: Ron Puyn) е нидерландски журналист и писател, автор на произведения в жанровете трилър, хорър, фентъзи и документалистика. Пише основно под псевдонима Джак Ланс (Jack Lance).

## Биография и творчество
Рон Пуйн е роден на 5 януари 1967 г. в Броекхуизенворст, Нидерландия. Баща му има фабрика за стомана, а майка му е фризьорка. Има брат. От ранна възраст е запален читател, особено на истории с фантастични елементи, като сам опитва да пише. След гимназията се записва да следва журналистика, но след година напуска. Получава бакалавърска степен по комуникации в Шотландия.
След дипломирането си се връща в Нидерландия, създава собствена комуникационна компания и работи като журналист. Пише за няколко национални списания, особено по теми за паранормални и чудотворни явления.
Първата му книга, сборникът с разкази Kinderen van de Duisternis (Деца на мрака), е издаден през 1993 г. В периода 2004 – 2007 г. подбраните му статии са публикувани под собственото му име в поредицата Wonderlijk maar Waar (Невероятно, но истина). Създава и собствен сайт, suspenseshop.com, в който публикува своите истории.
Първата му книга под псевдонима Джак Ланс, сборникът с разкази De Engelensprong (Ангелският скок), е издаден през 2001 г., по-късно е допълнен и издаден през 2004 г. като Nachtogen (Нощни очи). През 2014 г. разказът му Nachtogen от сборника е екранизиран във филма Night Eyes с участието на Констанс Бренеман и Стив Уилкокс.
Първият му трилър „Черен спомен“ е издаден през 2004 г. чрез собствената му издателска къща Suspense Publishing. Главната героиня Рейчъл Сондърс се озовава в странна гора, ранена и с амнезия, след като е изчезнала 3 дни по-рано на погребението на най-добрата си приятелка Джени Дугал, загинала при катастрофа. С нейния приятел Джонатан Лаудър тръгват да разследват какво се е случило и причината за амнезията ѝ, но се натъкват на тайна и ужас.
През 2005 г. е издаден психотрилърът му „Пирофобия“. Героят Джейсън Евънс има безметежен живот, но започва да получава снимки за собствената си смърт.
През 2012 г. е издаден трилърът му „Зона“. По време на полет 582 от Лос Анджелис до Сидни всички комуникационни и навигационни системи в пилотската кабина отказват, а самолетът „Боинг 747 – 400“ навлиза в странни въздушни пътища, воден от неизвестно зло. Само младата стюардеса Шарлийн Тиер разбира истинската природа на заплахата.
Произведенията на писателя са преведени на 13 езика и са публикувани в 26 страни по света.
Рон Пуйн живее със семейството си във Венрей, Лимбург.

## Произведения

### Като Джак Ланс

#### Самостоятелни романи
- Hellevanger (2004)[1][2][3][4]
Черен спомен, изд. „Делакорт“ (2014), прев. Мария Йоцова
- Vuurgeest (2005)
Пирофобия, изд. „Делакорт“ (2011), прев. Мария Йоцова
- Zone (2012)
Зона, изд. „Делакорт“ (2016), прев. Теменужка Тулева

#### Сборници
- De Engelensprong (2001) – 8 фантастични разказа[1][3][4]
- Nachtogen (2004) – 12 хорър разкази
- Scherprechter (2007) – 5 разказа
- Als je me niet kunt horen (2013) – 3 разказа

### Като Рон Пуйн
- Kinderen van de Duisternis (1993) – сборник с разкази[3]
- Wonderlijk maar waar I (2004) – сборник статии[1][4]
- Wonderlijk maar waar II (2006) – сборник статии
- Wonderlijk maar waar III (2007) – сборник статии
- Er is Meer – het beste uit 25 jaar ParaVisie (2011) – разкази
- Wonderlijk maar waar (2014) – интервюта и разкази на очевидци

### Екранизации
- 2007 Tikken – късометражен видеофилм, история и сценарий[3]
- 2014 Night Eyes – по разказа Nachtogen[2]
- Red Pumps – късометражен